# Vårberg
Vårberg est un quartier du district de Skärholmen à Stockholm en Suède.

## Situation
Vårberg est un quartier de Söderort bordé par les quartiers de Skärholmen, Vårby gård, la commune d'Ekerö, la communauté urbaine de Vårby dans la commune d'Huddinge au sud ainsi qu'au nord-ouest le lac Mälaren avec ses îles Estbröte et Kungshatt.
Vårberg à une superficie de 194 hectares de terres et de 65 hectares d'eau.
Le parc municipal de Vårbergstoppen est situé à Vårberg.

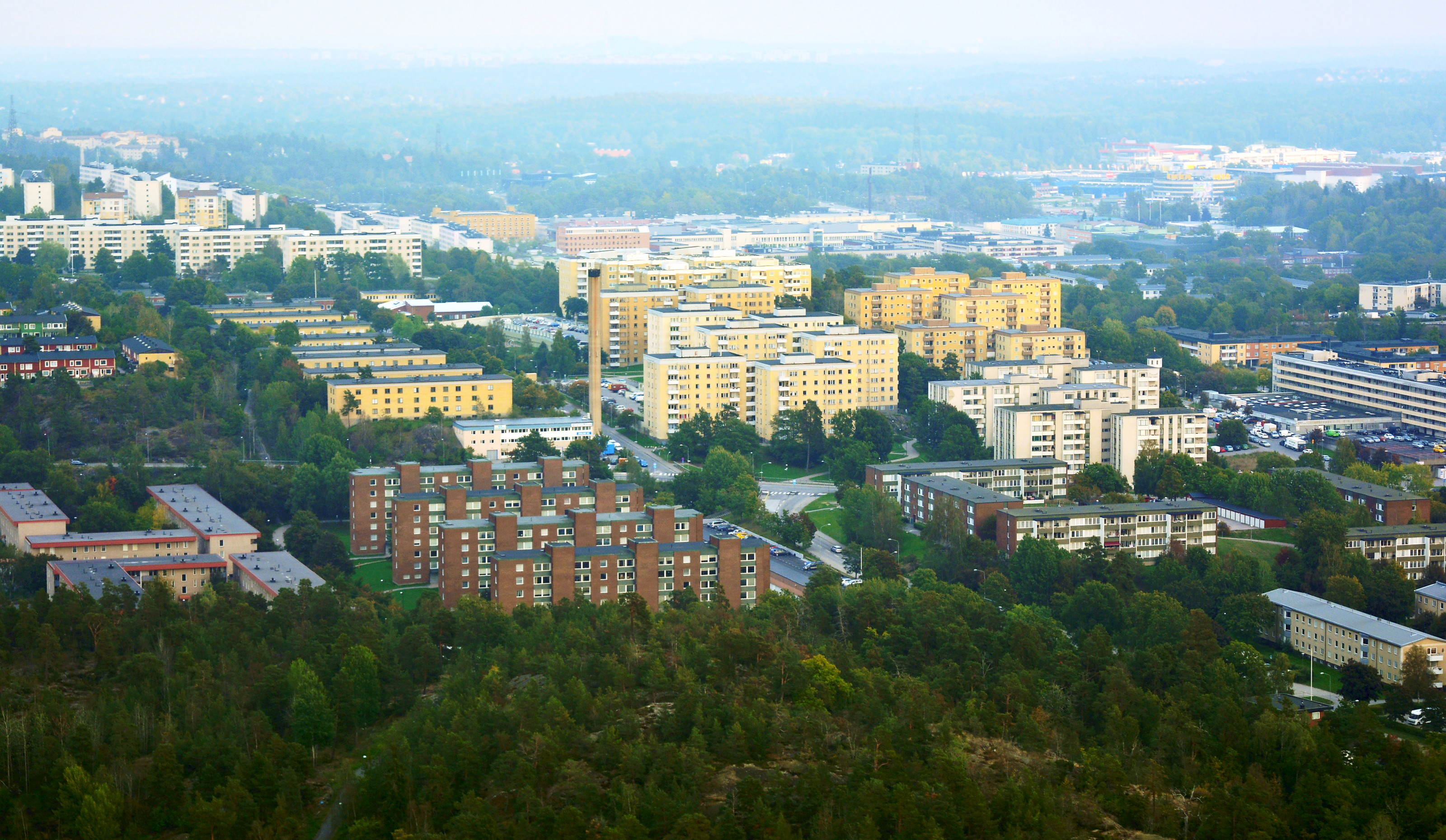
vue aérienne.

## Transports
Inaugurée en 1967, la station Vårberg est desservie par la ligne T13 du métro de Stockholm.

## Galerie

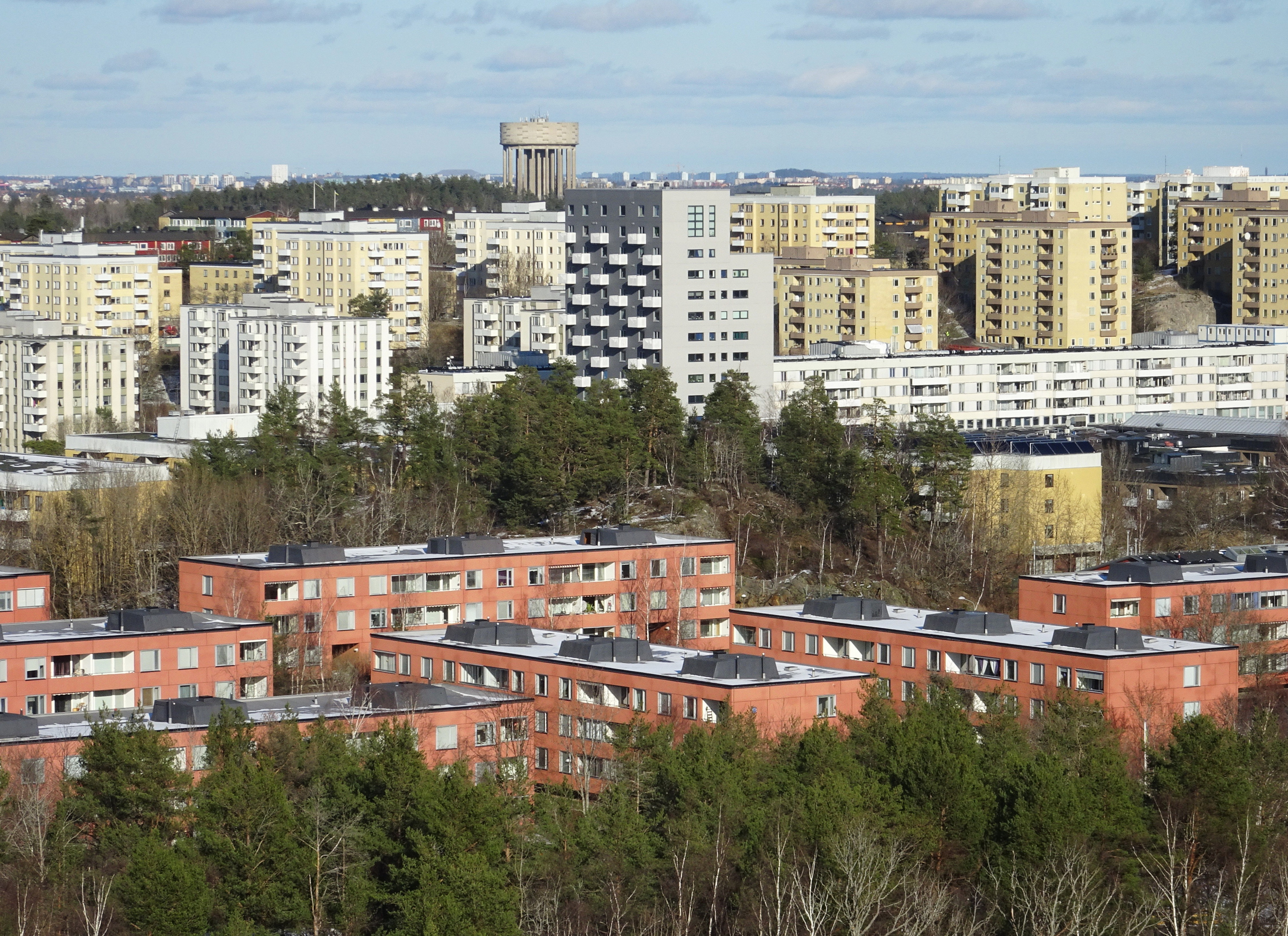
Vue sur Vårberg depuis Vårbergtoppen en février 2020.
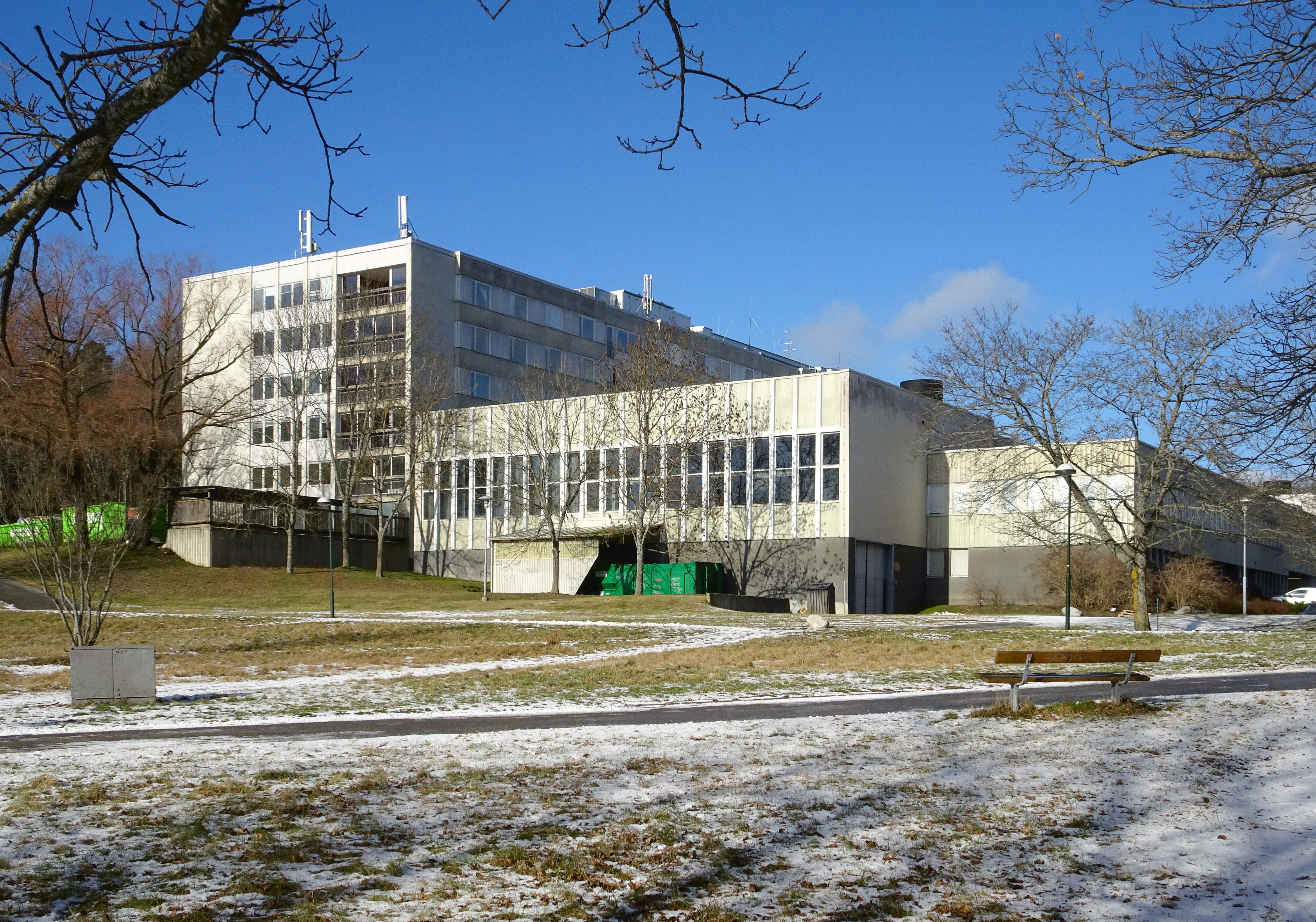
Ancien hôpital de Vårberg.
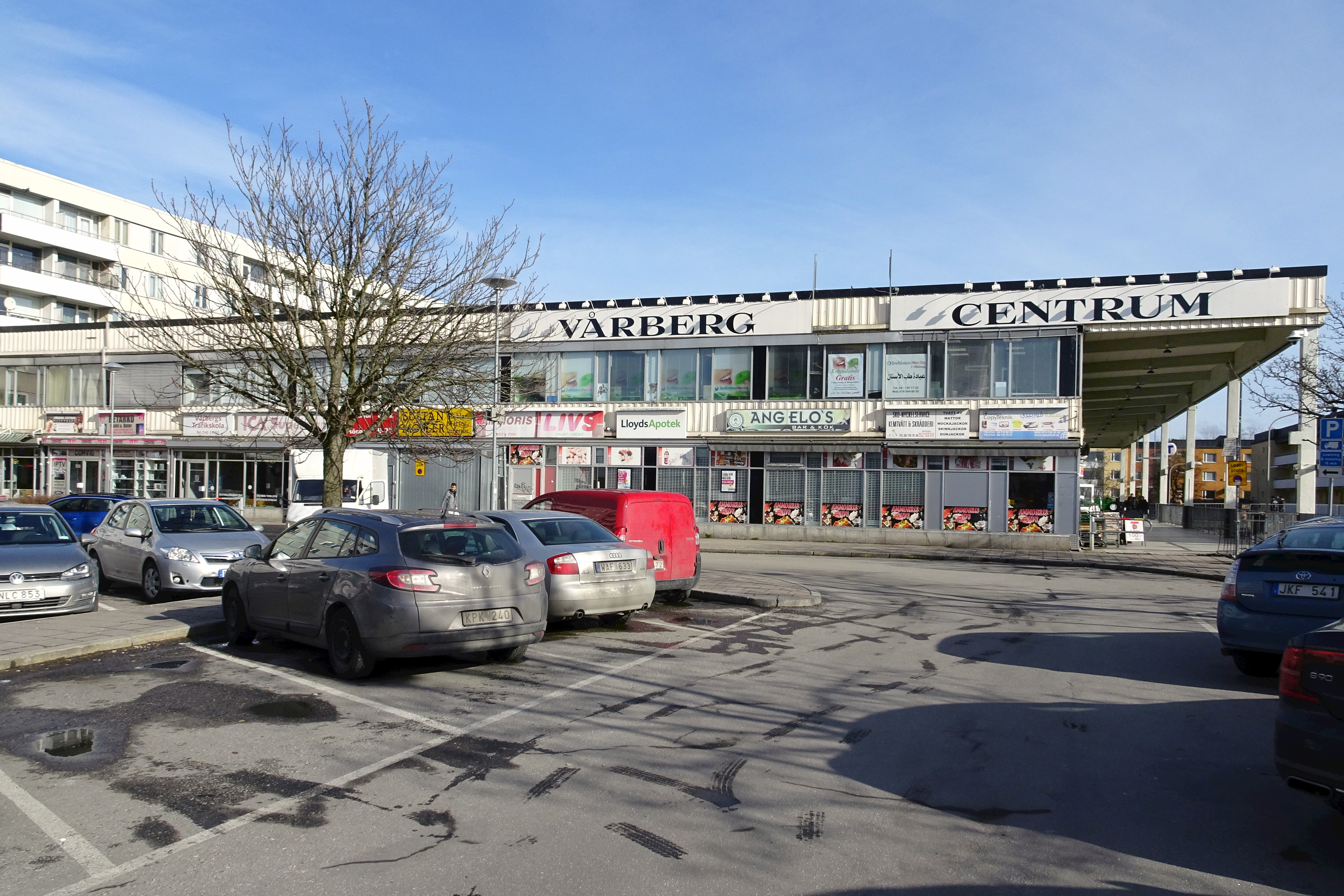
Centre de Vårberg.
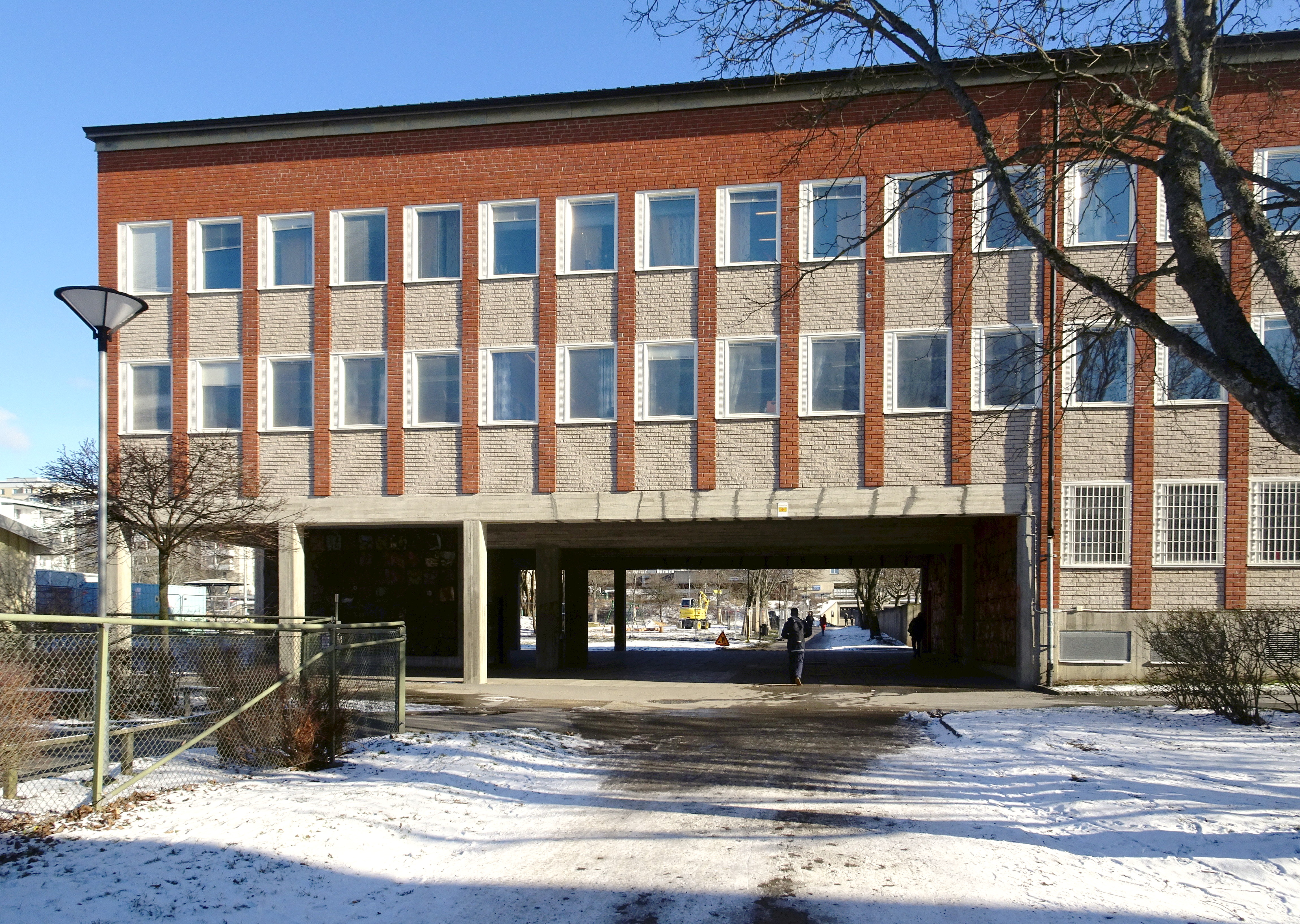
Ancienne école de Vårberg.
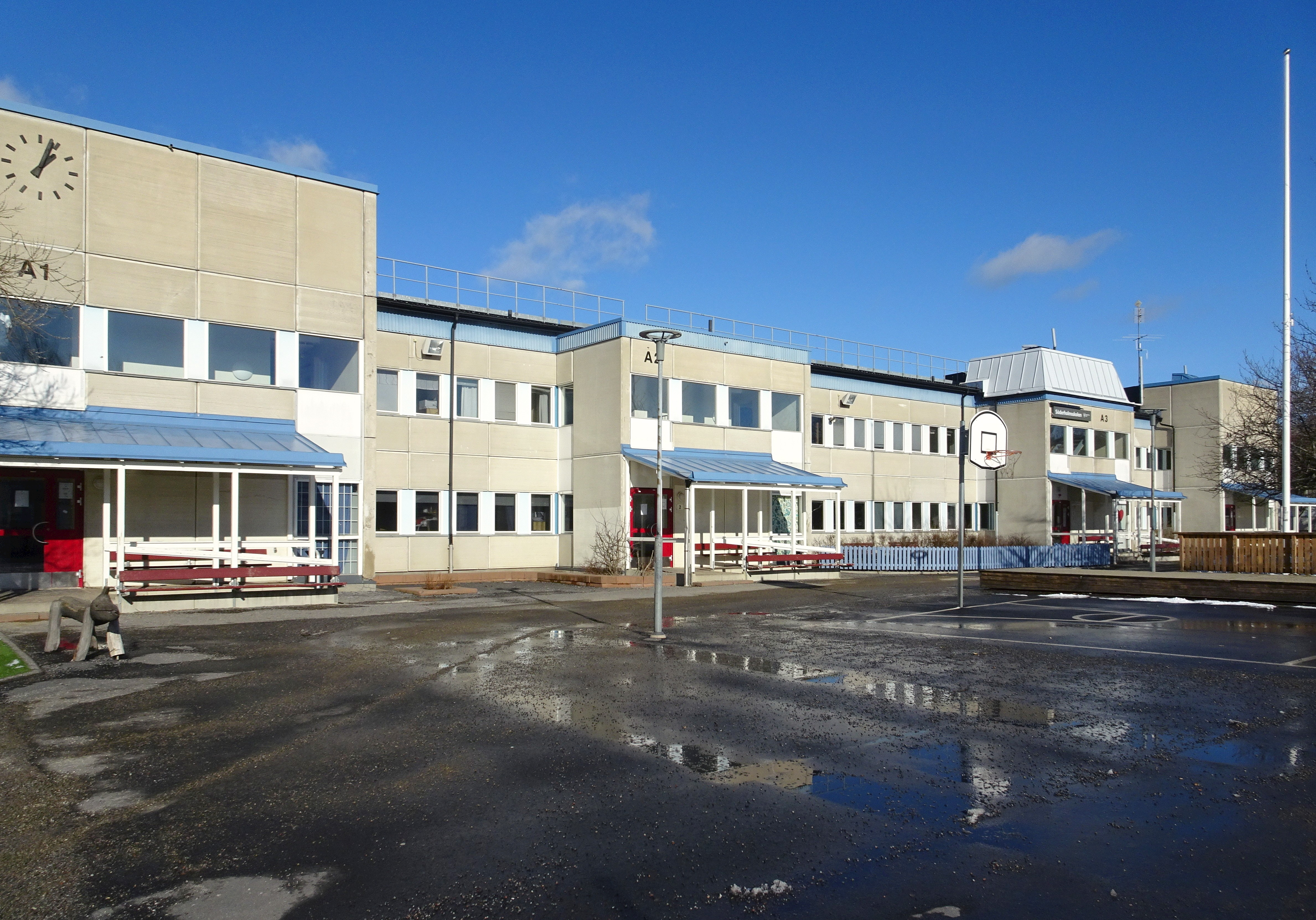
École de Söderholm.

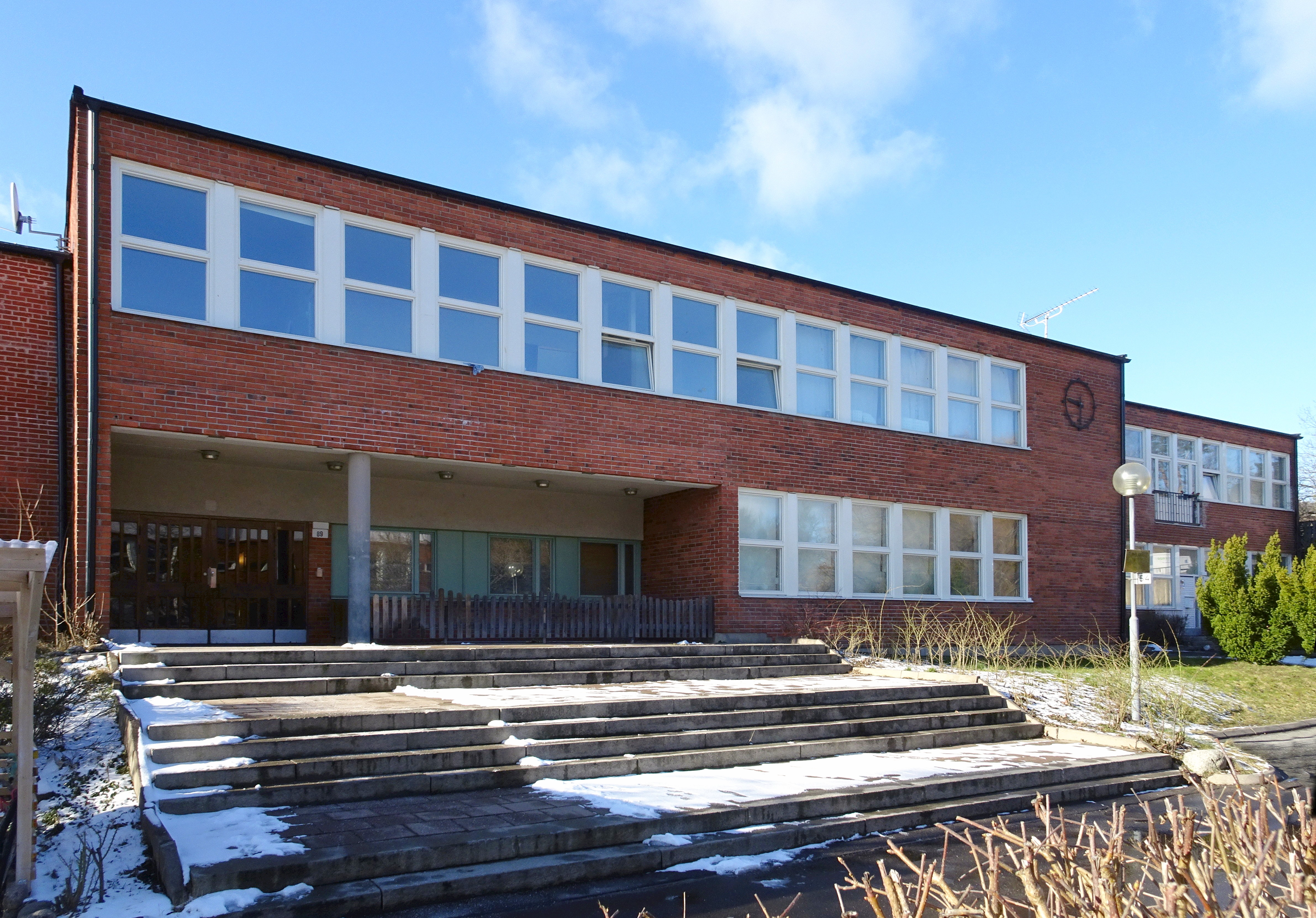
Ancienne école de Storholm.
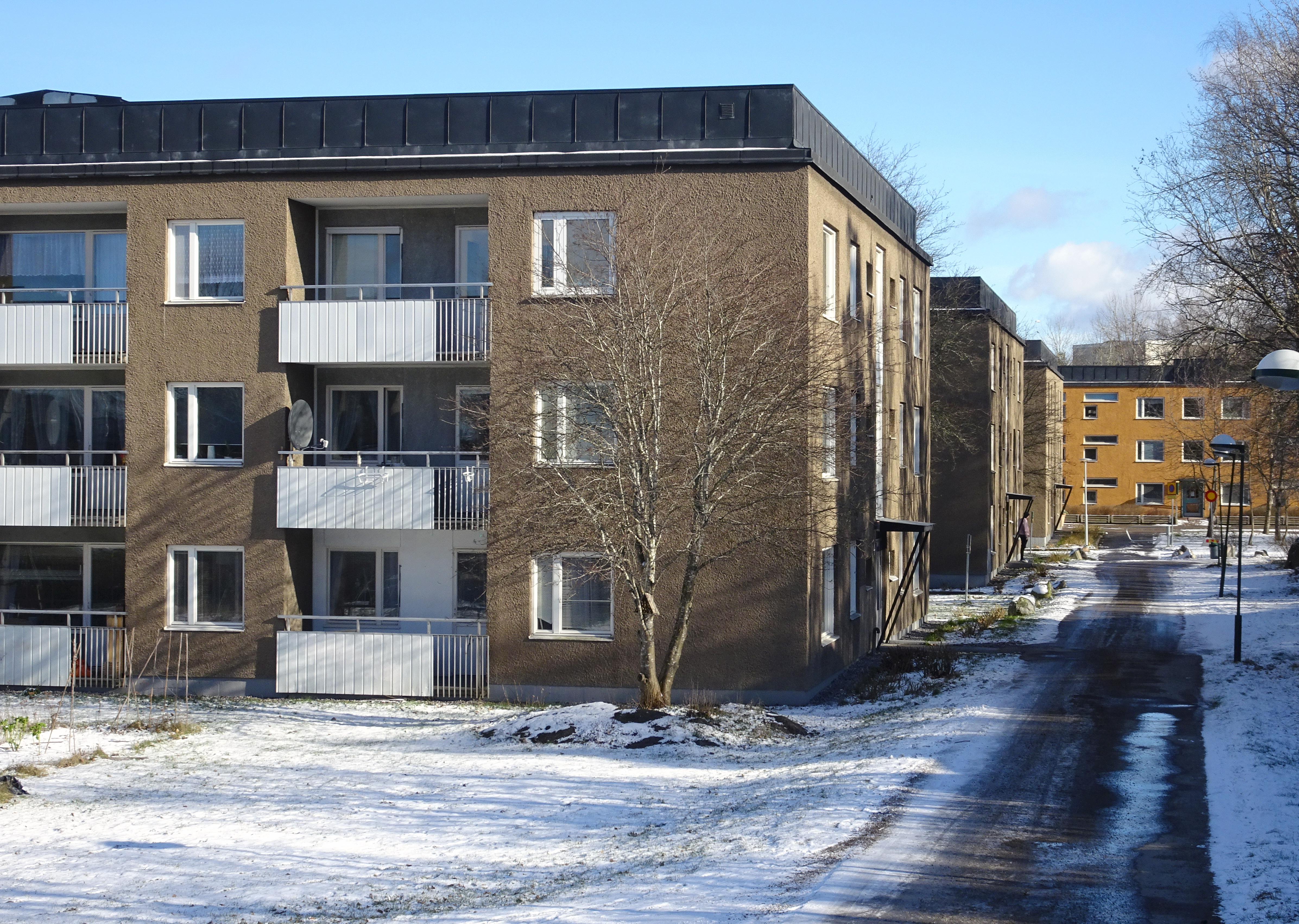
Vårbergsplan.
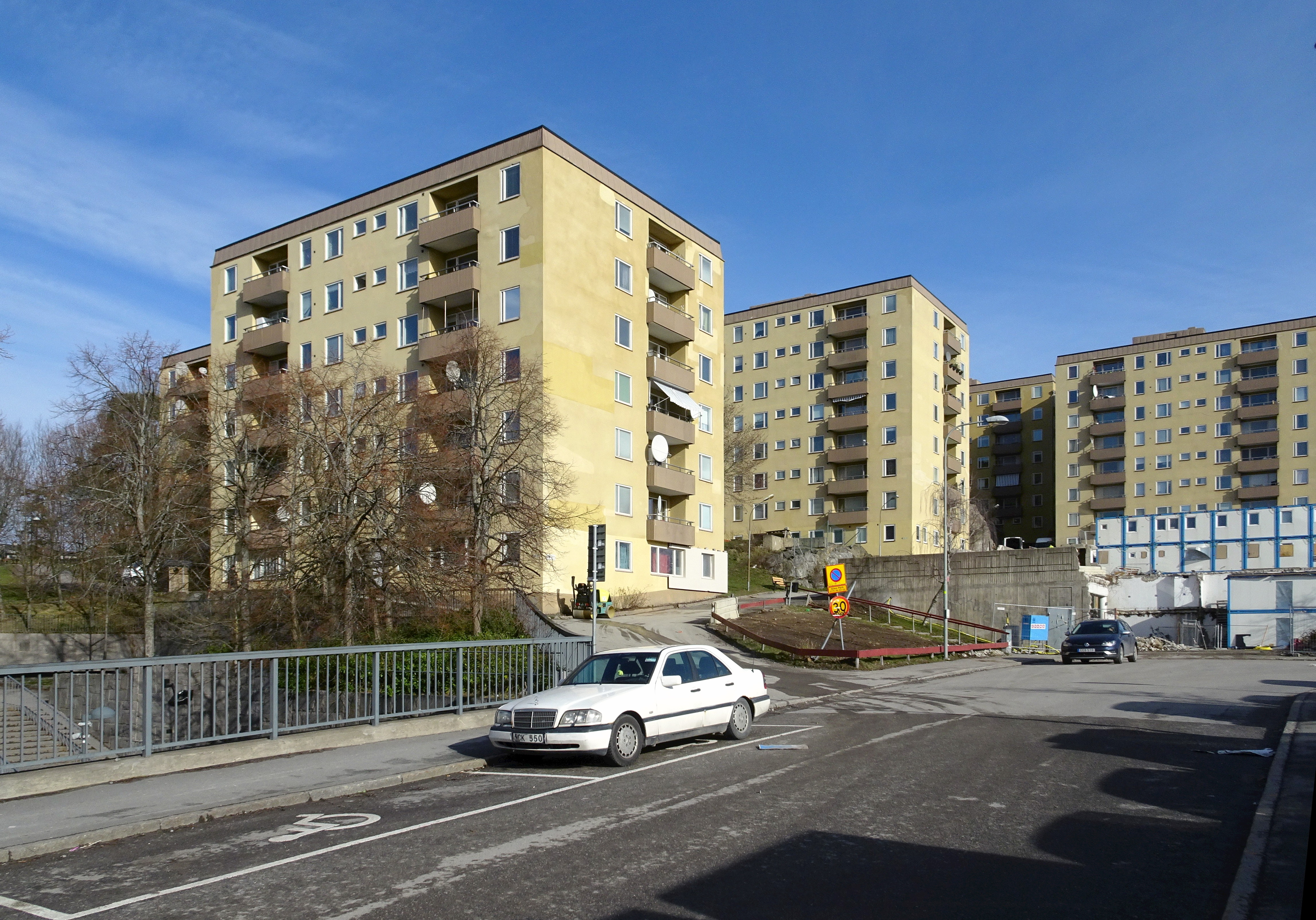
Fjäderholmsgränd.
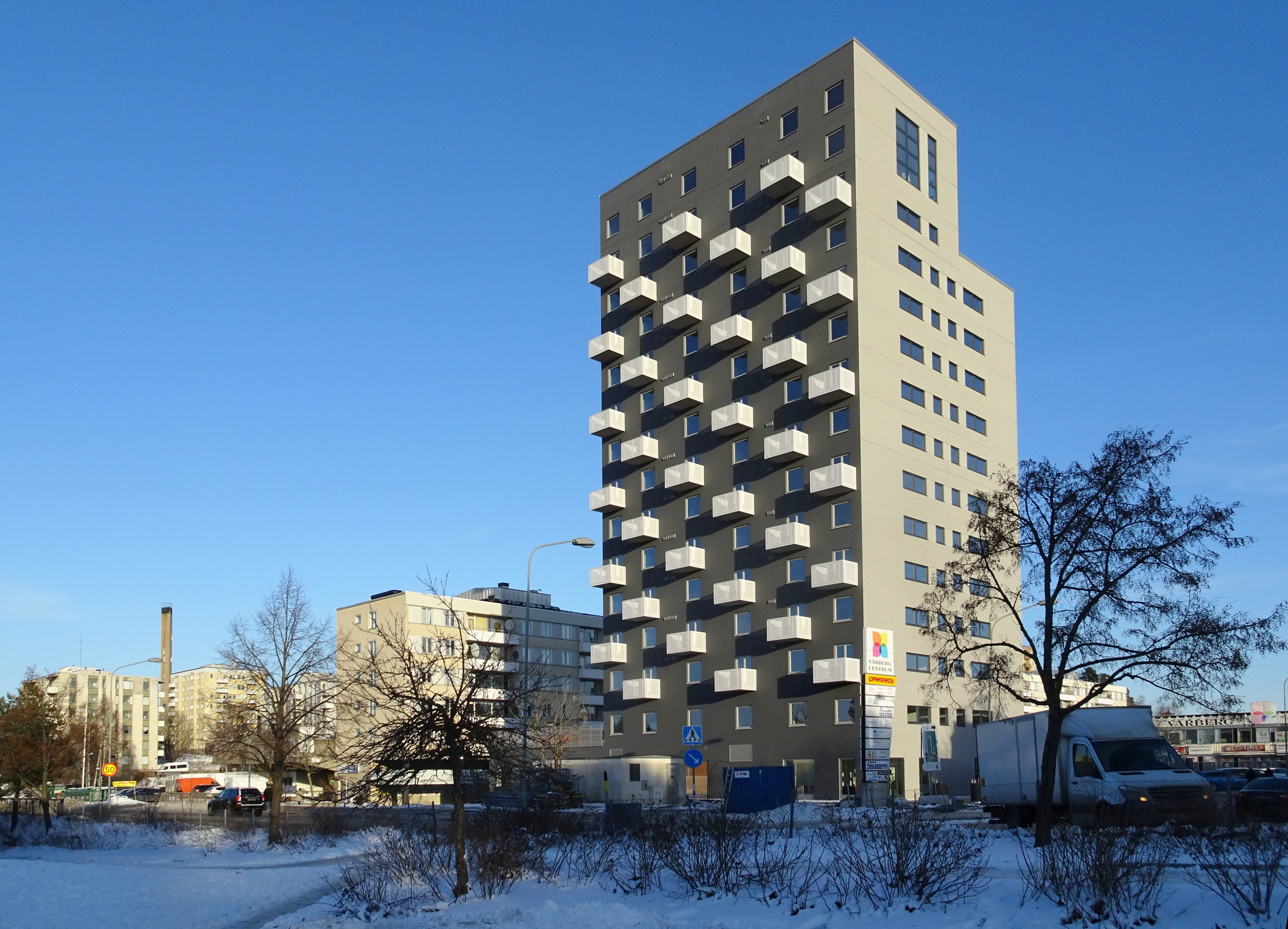
Centre de Vårberg.
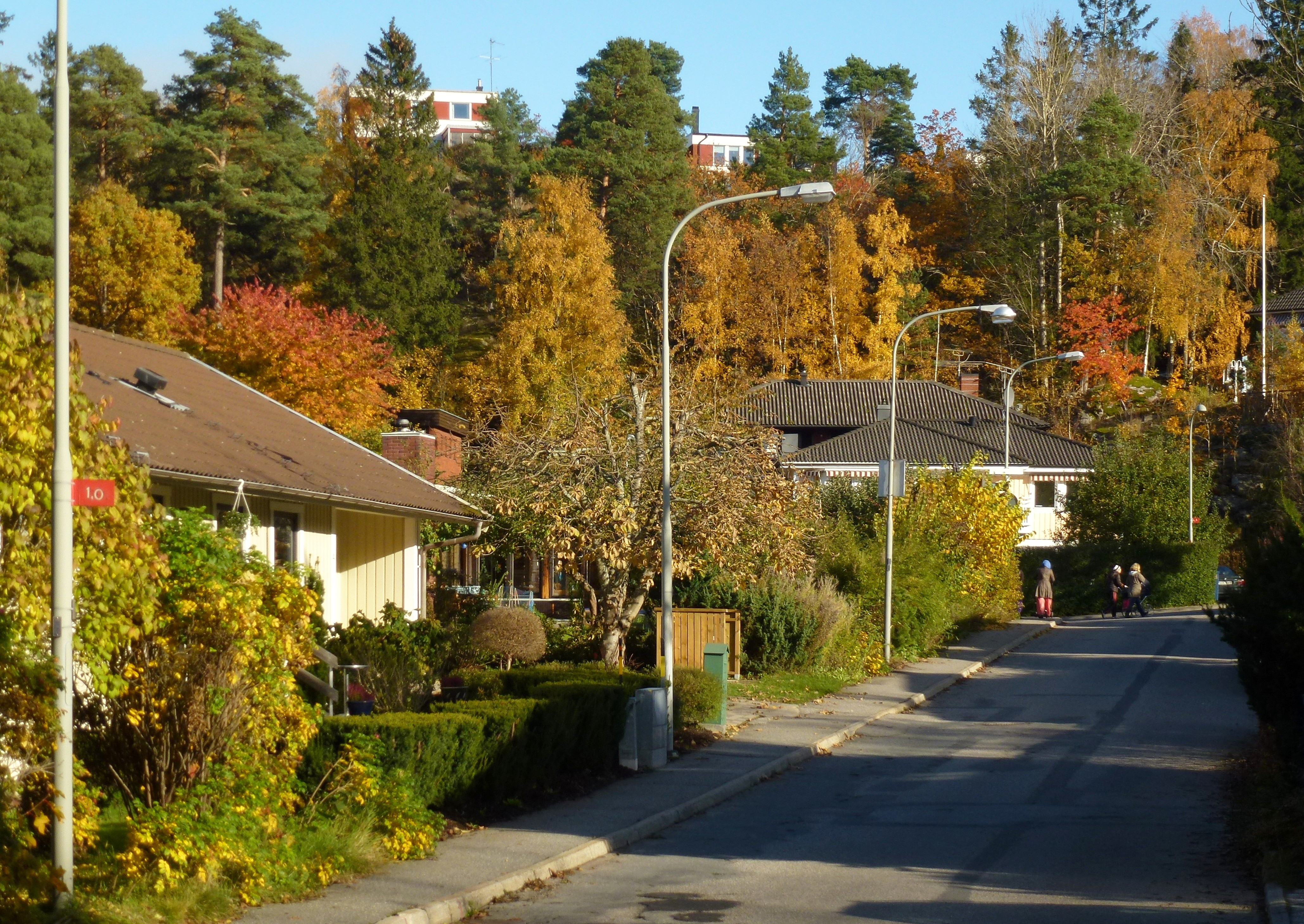
Petersens väg.